# Walter Villa
Walter Villa (Castelnuovo Rangone, 13 agosto 1943 – Modena, 20 giugno 2002) è stato un pilota motociclistico italiano vincitore di 4 titoli del motomondiale. Per la sua pacatezza e la capacità di proporre soluzioni di compromesso alle varie dispute che nascevano nell'ambito del Circus o con gli organizzatori, era soprannominato dai colleghi Il reverendo.

## Carriera

### Gli inizi
Penultimo di cinque fratelli, tra cui Francesco Villa anch'egli pilota, ha iniziato ancora giovanissimo a lavorare sulle moto nell'officina di Albinelli, allora concessionario della MV Agusta per Modena.
Walter debutta in campo agonistico all'Aerautodromo di Modena nel 1962 con la Moto Morini 175 "Settebello" classificandosi al quinto posto. Nel 1963 coglie i suoi primi successi con la Ducati, dove corse in maniera egregia il campionato nazionale juniores.
Due anni dopo la MV gli affida a Cesenatico la sua nuova monocilindrica 125 cm³ due tempi a cilindro orizzontale con ammissione a disco rotante, cambio a sette marce, ancora però a corto di messa a punto, tanto che pur di prendere parte alla gara egli accetta di schierarsi alla partenza con una 125 cm³ bialbero vecchio modello e conclude in quinta posizione davanti a Jim Redman (Honda). Dopo essere stato ingaggiato come collaudatore dalla MV Agusta, nel 1966 conquista il titolo nazionale seniores della 125 con la Mondial.
Bene anche la stagione 1967 in sella alla Mondial 125 e alla Montesa 250 bicilindrica realizzata a Modena per conto della casa motociclistica iberica. Conclude la stagione in sella alla Moto Morini 250 monocilindrica bialbero che era già stata di Tarquinio Provini e Silvio Grassetti. L'anno dopo, si aggiudica il titolo della classe 50 nel Campionato Italiano della Montagna con la Malanca ed è nuovamente campione italiano seniores di velocità della classe 125 con la Montesa.

### L'esordio nel Motomondiale
Esordì nel motomondiale nel 1967 con la Montesa nella classe 125, senza tuttavia ottenere grandi risultati. Nello stesso anno ottiene tre vittorie in gare del campionato italiano, due nella classe 125 con la Villa e una nella 250 a Sanremo con la Benelli 4 cilindri. Nelle stagioni successive coglie alcune vittorie e buoni piazzamenti.
Nel 1973 si laureò campione italiano Seniores nella classe 250 con la Yamaha, mentre la stagione del motomondiale venne compromessa dal coinvolgimento nel terribile incidente di Monza dove trovarono la morte Renzo Pasolini e Jarno Saarinen. A causa di un forte trauma cranico, il pilota modenese fu trasportato al nosocomio in stato comatoso e non riuscì più a ricordare gli avvenimenti di quella giornata.

Giacomo Agostini e Walter Villa, campioni mondiali 1975 rispettivamente della Classe 500 e della Classe 250.

### 1974-78: i titoli con Harley Davidson
Nel 1974 Walter Villa si riconferma campione italiano con la Aermacchi-Harley Davidson 250 e vince anche il titolo mondiale, conquistando il primo posto in quattro Gran Premi: Imola (GP delle Nazioni), Imatra, Assen, Brno e il 2º in Svezia. Quattordici anni dopo, rispetto alla ultima vittoria italiana; l'ultimo ad aggiudicarselo era stato Carlo Ubbiali (MV Agusta) nel 1960.
L'anno dopo le cose non cambiano più di tanto. Ancora due titoli, quello italiano e quello mondiale, sempre con l'Aermacchi-Harley Davidson con cinque primi posti: Spagna, Germania, GP delle Nazioni a Imola, Paesi Bassi, Svezia e un 3º posto in Belgio.
Rimanendo fedele alla casa varesina Walter Villa nel 1976 conquista il titolo italiano e mondiale nelle classi 250 e 350. Inizia la stagione con una doppietta in Australia sul circuito di Laverton (prova non valida per il mondiale), poi a Misano nella 350 e a Modena nella 250.
Nei Gran Premi validi per il titolo mondiale doppietta a Le Mans nel GP di Francia, in Finlandia, Cecoslovacchia e Germania. Nella classe 250 vince il GP delle Nazioni al Mugello, nei Paesi Bassi e in Belgio.
Nel 1977 le cose vanno in modo diverso. Walter Villa, pur rimanendo legato alla Aermacchi-Harley Davidson e imponendosi in tre Gran Premi: Venezuela, Belgio e Finlandia nella classe 250 e con un 2º posto in Cecoslovacchia, è costretto ad abdicare in favore di altri campioni, dietro Mario Lega.

### 1979: il passaggio a Yamaha
Dopo un'annata sostanzialmente anonima, dovuta a delle moto poco competitive, nella stagione 1979 corse con delle Yamaha affidategli da Andrea Ippolito, importatore venezuelano della Casa dei tre diapason. Villa (che aveva come compagno di squadra Carlos Lavado) vinse in quella stagione il GP del Venezuela, concludendo nelle classifiche finali del mondiale in settima posizione sia nella classe 250 che in 350; in totale nell'annata conquistò quattro podi iridati. Contestualmente al mondiale fu campione italiano (in 250) e vice-campione (nella 350) con la casa giapponese.
Il 1980 fu l'ultimo anno in cui conquistò punti nei campionati mondiali classe 250 e 350 ottenendo anche un podio. Corse due GP anche nel 1981 ma non riuscì a realizzare piazzamenti a punti. In totale egli ha corso nel mondiale 87 gare, vincendone 24 (20 nella classe 250 e 4 nella 350), tre secondi posti nella 250 e altrettanti nella 350. Un terzo posto in classe 125, due terzi posti nella 250, tre nella 350. Nella sua lunga carriera ha corso con varie case motociclistiche: Mondial, Moto Villa, Beccaccino, Montesa, Ducati, Moto Morini, MV Agusta, Benelli, Yamaha, Aermacchi-Harley Davidson, Honda, Kawasaki e Triumph, battendosi con i più famosi campioni del tempo come Giacomo Agostini, Jarno Saarinen, Renzo Pasolini.

## Morte
La notte del 20 giugno 2002, Walter Villa muore durante il sonno per arresto cardiaco, a 58 anni.

## Risultati del motomondiale

### Classe 125
| 1967 | Classe | Moto    |     |   |   |  |   |    |   |   |   |   |   |   |   | Punti | Pos. |
| ---- | ------ | ------- | --- | - | - |  | - | -- | - | - | - | - | - | - | - | ----- | ---- |
| 1967 | 125    | Montesa | Rit | 4 | - |  | - | NE | - | - | - | - | - | - | - | 3     | 15º  |

| 1969 | Classe | Moto       |   |   |   |   |   |   |   |   |   |    |   |   |  | Punti | Pos. |
| ---- | ------ | ---------- | - | - | - | - | - | - | - | - | - | -- | - | - |  | ----- | ---- |
| 1969 | 125    | Moto Villa | 3 | - | - | - | - | - | - | - | - | NE | 4 | - |  | 18    | 11º  |

| 1970 | Classe | Moto       |   |    |   |   |   |    |   |   |   |    |   |   |  | Punti | Pos. |
| ---- | ------ | ---------- | - | -- | - | - | - | -- | - | - | - | -- | - | - |  | ----- | ---- |
| 1970 | 125    | Moto Villa | - | 18 | - | - | - | 10 | - | - | - | NE | 6 | - |  | 6     | 29º  |

| Legenda | 1º posto        | 2º posto            | 3º posto            | A punti      | Senza punti        | Grassetto – Pole position Corsivo – Giro più veloce |
| Legenda | Gara non valida | Non qual./Non part. | Ritirato/Non class. | Squalificato | '-' Dato non disp. | Grassetto – Pole position Corsivo – Giro più veloce |

### Classe 250
| 1967 | Classe | Moto    |     |   |   |   |   |   |   |   |   |   |   |   |   |  | Punti | Pos. |
| ---- | ------ | ------- | --- | - | - | - | - | - | - | - | - | - | - | - | - |  | ----- | ---- |
| 1967 | 250    | Montesa | Rit | - | - | - | - | - | - | - | - | - | - | - | - |  | 0     |      |

| 1968 | Classe | Moto    |   |   |   |   |   |   |   |   |   |    |  |  |  |  | Punti | Pos. |
| ---- | ------ | ------- | - | - | - | - | - | - | - | - | - | -- |  |  |  |  | ----- | ---- |
| 1968 | 250    | Montesa | - | - | - | - | - | - | - | - | - | 11 |  |  |  |  | 0     |      |

| 1969 | Classe | Moto       |   |   |   |   |   |   |   |   |   |   |   |   |  |  | Punti | Pos. |
| ---- | ------ | ---------- | - | - | - | - | - | - | - | - | - | - | - | - |  |  | ----- | ---- |
| 1969 | 250    | Moto Villa | - | - | - | - | - | - | - | - | - | - | 9 | 7 |  |  | 6     | 28º  |

| 1970 | Classe | Moto       |   |     |   |   |   |   |   |   |   |   |   |   |  |  | Punti | Pos. |
| ---- | ------ | ---------- | - | --- | - | - | - | - | - | - | - | - | - | - |  |  | ----- | ---- |
| 1970 | 250    | Moto Villa | - | Rit | - | - | - | - | - | - | - | - | - | - |  |  | 0     |      |

| 1973 | Classe | Moto   |    |   |   |    |   |   |   |   |   |   |   |   |  |  | Punti | Pos. |
| ---- | ------ | ------ | -- | - | - | -- | - | - | - | - | - | - | - | - |  |  | ----- | ---- |
| 1973 | 250    | Yamaha | 10 | 7 | 8 | AN | - | - | - | - | - | - | - | - |  |  | 8     | 26º  |

| 1974 | Classe | Moto            |    |   |    |   |   |   |   |   |   |   |   |   |  |  | Punti | Pos. |
| ---- | ------ | --------------- | -- | - | -- | - | - | - | - | - | - | - | - | - |  |  | ----- | ---- |
| 1974 | 250    | Harley-Davidson | NE | - | NE | 1 | - | 1 | 6 | 2 | 1 | 1 | - | - |  |  | 77    | 1º   |

| 1975 | Classe | Moto            |   |   |    |   |   |   |   |   |   |   |   |   |  |  | Punti | Pos. |
| ---- | ------ | --------------- | - | - | -- | - | - | - | - | - | - | - | - | - |  |  | ----- | ---- |
| 1975 | 250    | Harley-Davidson | - | 1 | NE | 1 | 1 | - | 1 | 3 | 1 | - | - | - |  |  | 85    | 1º   |

| 1976 | Classe | Moto            |   |    |   |   |   |   |   |   |   |   |   |   |  |  | Punti | Pos. |
| ---- | ------ | --------------- | - | -- | - | - | - | - | - | - | - | - | - | - |  |  | ----- | ---- |
| 1976 | 250    | Harley-Davidson | 1 | NE | 1 | - | - | 1 | 1 | - | 1 | 1 | 1 | 2 |  |  | 90    | 1º   |

| 1977 | Classe | Moto            |   |    |     |     |     |    |     |   |   |     |   |   |   |  | Punti | Pos. |
| ---- | ------ | --------------- | - | -- | --- | --- | --- | -- | --- | - | - | --- | - | - | - |  | ----- | ---- |
| 1977 | 250    | Harley-Davidson | 1 | NE | Rit | Rit | Rit | 23 | Rit | 4 | 1 | Rit | 1 | 2 | 9 |  | 67    | 3º   |

| 1978 | Classe | Moto                  |   |   |    |     |     |     |   |     |     |    |    |   |   |  | Punti | Pos. |
| ---- | ------ | --------------------- | - | - | -- | --- | --- | --- | - | --- | --- | -- | -- | - | - |  | ----- | ---- |
| 1978 | 250    | Harley-Davidson e MBA | - | - | NE | Rit | Rit | Rit | 3 | Rit | Rit | NQ | 12 | 8 | - |  | 13    | 16º  |

| 1979 | Classe | Moto   |   |    |    |   |   |    |   |   |     |   |   |   |    |  | Punti | Pos. |
| ---- | ------ | ------ | - | -- | -- | - | - | -- | - | - | --- | - | - | - | -- |  | ----- | ---- |
| 1979 | 250    | Yamaha | 1 | NE | 27 | 4 | 5 | 11 | 9 | - | Rit | 5 | - | 9 | 21 |  | 39    | 7º   |

| 1980 | Classe | Moto   |   |   |   |   |   |   |   |   |   |   |  |  |  |  | Punti | Pos. |
| ---- | ------ | ------ | - | - | - | - | - | - | - | - | - | - |  |  |  |  | ----- | ---- |
| 1980 | 250    | Yamaha | - | - | - | 9 | - | - | - | - | 9 | - |  |  |  |  | 4     | 29º  |

| 1981 | Classe | Moto   |  |  |  |  |  |  |  |  |  |  |  |  |  |    | Punti | Pos. |
| ---- | ------ | ------ |  |  |  |  |  |  |  |  |  |  |  |  |  | -- | ----- | ---- |
| 1981 | 250    | Yamaha |  |  |  |  |  |  |  |  |  |  |  |  |  | 19 | 0     |      |

| Legenda | 1º posto        | 2º posto            | 3º posto            | A punti      | Senza punti        | Grassetto – Pole position Corsivo – Giro più veloce |
| Legenda | Gara non valida | Non qual./Non part. | Ritirato/Non class. | Squalificato | '-' Dato non disp. | Grassetto – Pole position Corsivo – Giro più veloce |

### Classe 350
| 1972 | Classe | Moto   |   |   |   |   |   |   |   |    |   |   |   |   |   |  | Punti | Pos. |
| ---- | ------ | ------ | - | - | - | - | - | - | - | -- | - | - | - | - | - |  | ----- | ---- |
| 1972 | 350    | Yamaha | - | - | - | 7 | - | - | - | NE | - | - | - | - | - |  | 4     | 28º  |

| 1973 | Classe | Moto             |   |   |     |   |   |   |   |    |   |   |   |   |  |  | Punti | Pos. |
| ---- | ------ | ---------------- | - | - | --- | - | - | - | - | -- | - | - | - | - |  |  | ----- | ---- |
| 1973 | 350    | Yamaha e Benelli | 6 | 2 | Rit | 5 | - | - | - | NE | - | - | - | - |  |  | 23    | 11º  |

| 1974 | Classe | Moto            |   |   |   |   |   |   |    |   |   |    |   |   |  |  | Punti | Pos. |
| ---- | ------ | --------------- | - | - | - | - | - | - | -- | - | - | -- | - | - |  |  | ----- | ---- |
| 1974 | 350    | Harley-Davidson | - | - | 6 | 4 | - | 9 | NE | - | - | NE | - | - |  |  | 15    | 16º  |

| 1975 | Classe | Moto            |     |   |   |     |     |  |   |    |    |     |   |   |  |  | Punti | Pos. |
| ---- | ------ | --------------- | --- | - | - | --- | --- |  | - | -- | -- | --- | - | - |  |  | ----- | ---- |
| 1975 | 350    | Harley-Davidson | Rit | 8 | - | Rit | Rit |  | - | NE | NE | Rit | - | - |  |  | 3     | 36º  |

| 1976 | Classe | Moto            |   |   |   |   |   |   |    |    |   |   |   |   |  |  | Punti | Pos. |
| ---- | ------ | --------------- | - | - | - | - | - | - | -- | -- | - | - | - | - |  |  | ----- | ---- |
| 1976 | 350    | Harley-Davidson | 1 | 2 | 7 | - | - | - | NE | NE | 1 | 1 | 1 | 6 |  |  | 76    | 1º   |

| 1977 | Classe | Moto            |     |    |   |   |     |    |   |   |    |    |   |     |   |  | Punti | Pos. |
| ---- | ------ | --------------- | --- | -- | - | - | --- | -- | - | - | -- | -- | - | --- | - |  | ----- | ---- |
| 1977 | 350    | Harley-Davidson | Rit | AN | 7 | 7 | Rit | NQ | - | 8 | NE | NQ | 8 | Rit | - |  | 14    | 17º  |

| 1978 | Classe | Moto            |   |    |    |   |    |     |    |   |   |    |   |   |   |  | Punti | Pos. |
| ---- | ------ | --------------- | - | -- | -- | - | -- | --- | -- | - | - | -- | - | - | - |  | ----- | ---- |
| 1978 | 350    | Harley-Davidson | - | NE | NQ | - | NQ | Rit | NE | - | - | 18 | - | - | - |  | 0     |      |

| 1979 | Classe | Moto   |   |   |    |     |     |     |   |    |    |     |   |     |   |  | Punti | Pos. |
| ---- | ------ | ------ | - | - | -- | --- | --- | --- | - | -- | -- | --- | - | --- | - |  | ----- | ---- |
| 1979 | 350    | Yamaha | 2 | 5 | NP | Rit | Rit | Rit | 3 | NE | NE | Rit | - | Rit | 3 |  | 38    | 6º   |

| 1980 | Classe | Moto   |   |    |   |    |   |    |    |    |   |   |  |  |  |  | Punti | Pos. |
| ---- | ------ | ------ | - | -- | - | -- | - | -- | -- | -- | - | - |  |  |  |  | ----- | ---- |
| 1980 | 350    | Yamaha | 3 | NE | 6 | NE | - | NE | NE | 10 | - | - |  |  |  |  | 16    | 9º   |

| 1981 | Classe | Moto   |  |   |  |  |  |  |  |  |  |  |  |  |  |     | Punti | Pos. |
| ---- | ------ | ------ |  | - |  |  |  |  |  |  |  |  |  |  |  | --- | ----- | ---- |
| 1981 | 350    | Yamaha |  | - |  |  |  |  |  |  |  |  |  |  |  | Rit | 0     |      |

| Legenda | 1º posto        | 2º posto            | 3º posto            | A punti      | Senza punti        | Grassetto – Pole position Corsivo – Giro più veloce |
| Legenda | Gara non valida | Non qual./Non part. | Ritirato/Non class. | Squalificato | '-' Dato non disp. | Grassetto – Pole position Corsivo – Giro più veloce |

### Classe 500
| 1974 | Classe | Moto            |  |  |     |  |  |  |  |  |  |     |    |    |  | Punti | Pos. |
| ---- | ------ | --------------- |  |  | --- |  |  |  |  |  |  | --- | -- | -- |  | ----- | ---- |
| 1974 | 500    | Harley-Davidson |  |  | Rit |  |  |  |  |  |  | Rit | NE | NE |  | 0     |      |

| 1978 | Classe | Moto   |  |  |     |  |  |  |  |  |  |  |  |  |  | Punti | Pos. |
| ---- | ------ | ------ |  |  | --- |  |  |  |  |  |  |  |  |  |  | ----- | ---- |
| 1978 | 500    | Suzuki |  |  | Rit |  |  |  |  |  |  |  |  |  |  | 0     |      |

| Legenda | 1º posto        | 2º posto            | 3º posto            | A punti      | Senza punti        | Grassetto – Pole position Corsivo – Giro più veloce |
| Legenda | Gara non valida | Non qual./Non part. | Ritirato/Non class. | Squalificato | '-' Dato non disp. | Grassetto – Pole position Corsivo – Giro più veloce |